# ميخائيل فاريل
ميخائيل فاريل (24 سبتمبر 1968 بملبورن في أستراليا - ) (بالإنجليزية: Michael Farrell)‏ هو لاعب كريكت أسترالي. لعب مع فريق تسمانيا للكريكت.

## وصلات خارجية
- ميخائيل فاريل على موقع إي آس بي آن كريك إنفو (الإنجليزية)